# 佐久間勝親
佐久間 勝親（さくま かつちか）は、江戸時代前期から中期の大名。信濃長沼藩4代藩主。諱は勝茲とも記す。

## 生涯
日向国高鍋藩主秋月種信の五男（四男とも）。幼名を万作という。延宝2年（1674年）6歳で長沼藩主佐久間勝豊の養子となる。秋月種信と佐久間勝豊は従兄弟であり、互いの江戸屋敷は愛宕下の2軒隣にあり親しい家柄だった。佐久間家は万作誕生の直前に嫡男勝道を8歳で亡くしており、万作は嗣子として迎えられた。天和3年（1683年）15歳で勝豊の娘と婚約、同年将軍徳川綱吉に御目見して継嗣と認められた。貞享2年（1685年）、勝豊の死去により17歳で長沼藩1万石の家督を相続した。
元禄元年（1688年）20歳のときの5月14日、将軍綱吉から側小姓への登用を命ぜられるも即日これを辞退した。これが綱吉の怒りを買い、翌15日には病と偽り近仕を免れようとしたと断じられ逼塞が命じられた。そして同月18日にはすべての所領を没収、改易と決し、身柄は二本松藩主丹羽長次へ預（あずけ）となり奥州二本松へ送致された。あわせて居城長沼城も廃城・破却となり、長沼藩は廃絶した。
勝親改易の真相については諸説あるが、同時代に将軍綱吉を暗に批判した戸田茂睡は、厳格な信賞必罰のもと多くの大名、幕臣らが処分されている状況下の空気を「御役を仰せ付けられ候もあぶなし、いらざる事と御奉公を誰も望むものこれ無し」と記し、さらに同年夏に幕府お抱え医師が処分されたことについて、これは仮病と称して出仕を拒否する佐久間織部らのような者への見せしめであったと述べているように、勝親は綱吉政権に抵抗を示す諸大名や幕臣のスケープゴートにされたと受け止められていたらしい。ちなみに大名家の改易のみならず、居城の破却までおこなわれた激しい処分は近世信濃国では唯一の事例である。
二本松送致後の勝親は、元小浜城代安田家の西谷屋敷に入り、監守には佐久間家とは縁の深い佐々成政の一族という二本松藩士佐々吉兵衛が命じられたという。それから3年後の元禄4年（1691年）1月2日、23歳で病死した。江戸から検使が派遣されたが、不審な点はなかったという。遺骸は二本松城搦手口にほど近い龍泉寺（曹洞宗、二本松市二伊滝）に葬られた。
現在、龍泉寺には勝親の墓と位牌が現存し、墓所の傍らのエドヒガンの古木は勝親の墓に添えて植えられたものと伝えられ、「翔龍桜」と命名されている。2015年、「佐久間公を偲ぶ会」有志により位牌の修復が行われ、墓石と龍翔桜の説明板が一新された。これが契機となり2016年には長沼藩の地元長野市長沼地区からの団体参拝が実現している。